# Assar Reinhold
Assar Reinhold Pettersson, kallade sig från 1913 Assar Reinhold, född 5 september 1884 i Floby församling, Skaraborgs län, död 4 juni 1921 i Solna församling, Stockholms län
, var en svensk skulptör. 
Reinhold studerade vid Konsthögskolan 1916-1921. Han debuterade i en utställning med Sveriges allmänna konstförening 1911 och medverkade därefter i ett flertal av föreningens utställningar och med Konstföreningen för södra Sverige. Hans konst består av figur och genremotiv utförda i trä, brons eller gips.